# Expositurkirche Langenzersdorf-Dirnelwiese

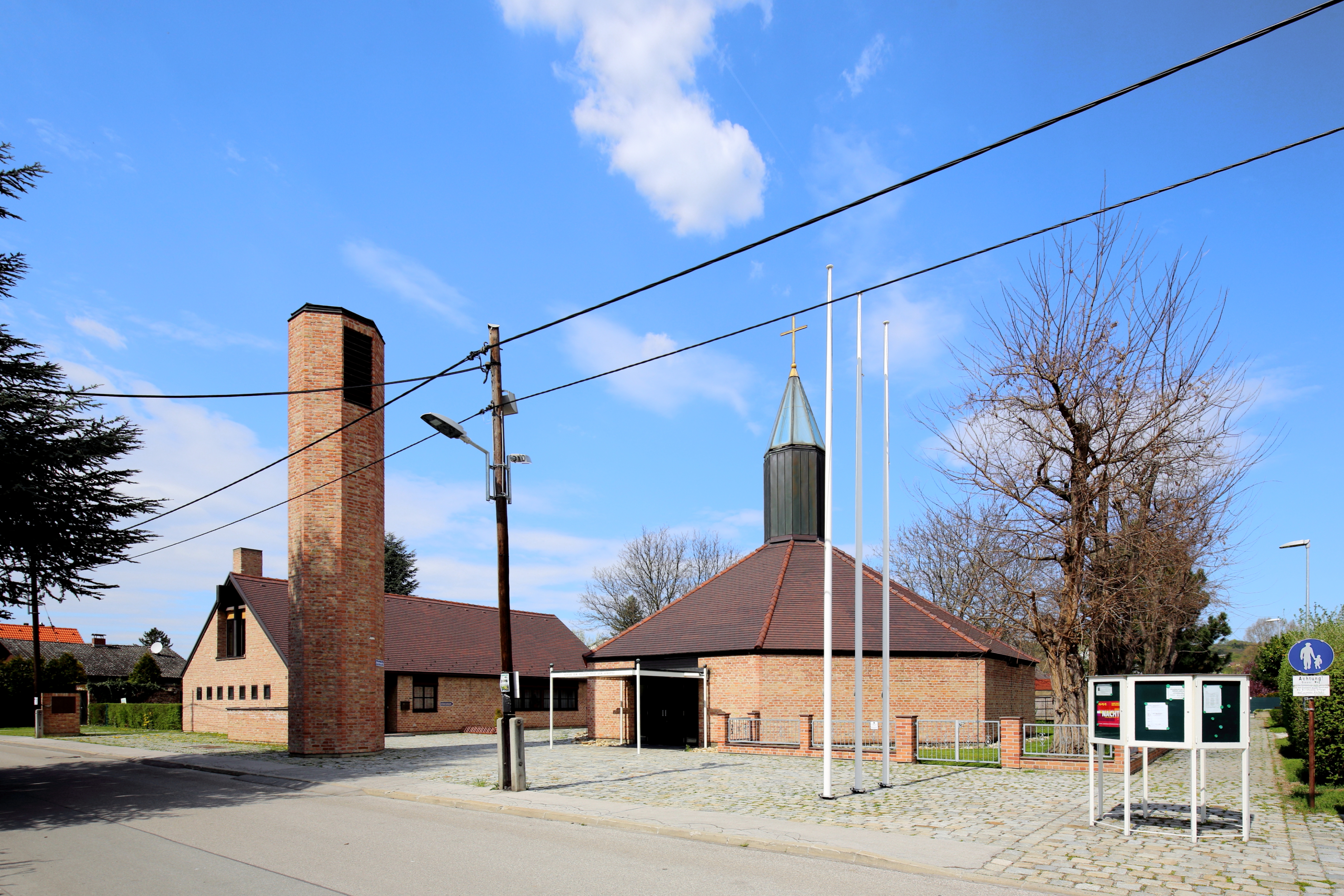
Expositurkirche hl. Josef der Arbeiter in Langenzersdorf

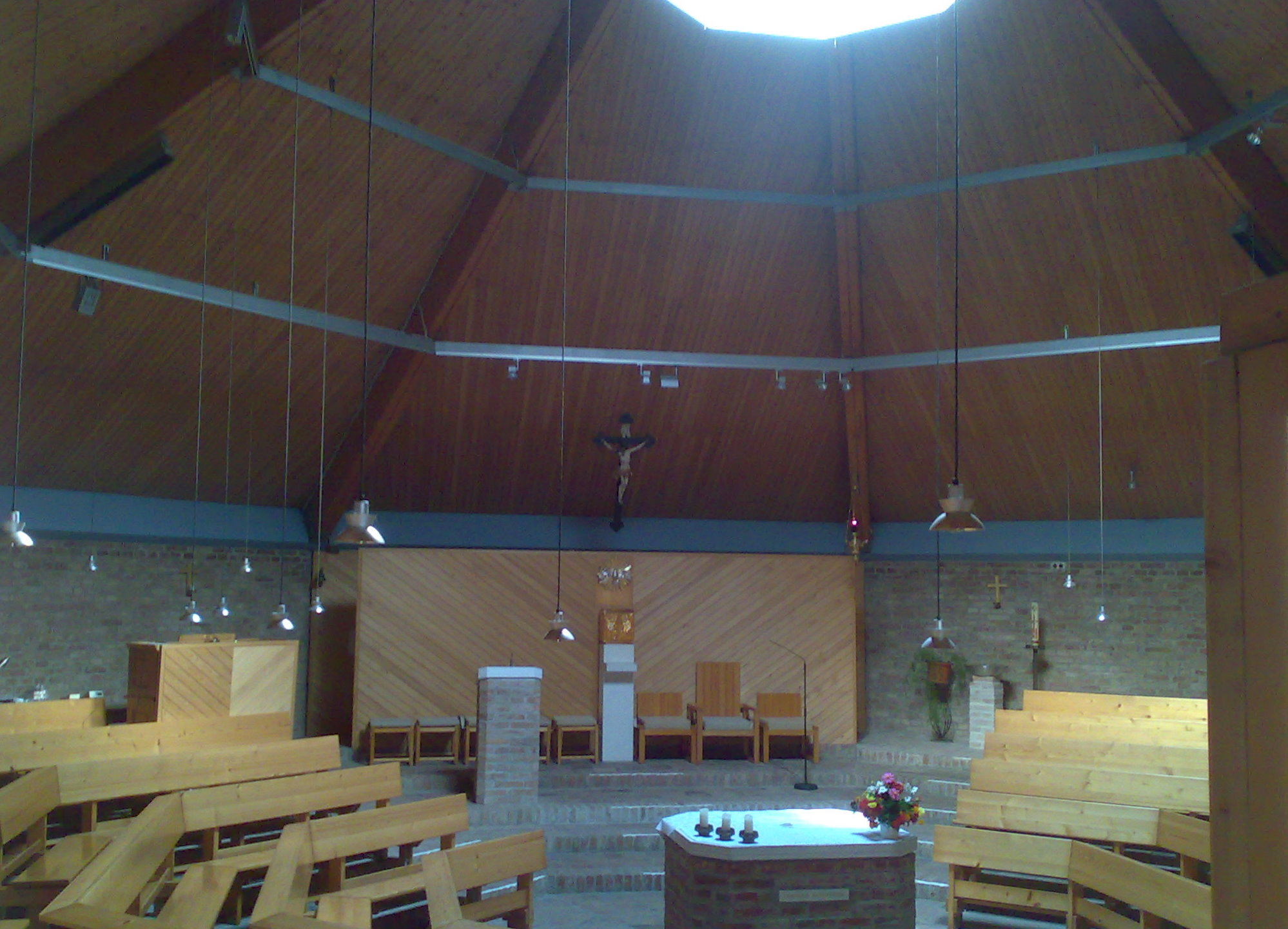
Innenansicht

Die römisch-katholische Expositurkirche Langenzersdorf-Dirnelwiese steht im Ortsteil Dirnelwiese der Gemeinde Langenzersdorf im Bezirk Korneuburg in Niederösterreich. Sie ist dem heiligen Josef der Arbeiter geweiht und gehört als Expositur zum Dekanat Korneuburg im Vikariat Unter dem Manhartsberg der Erzdiözese Wien. Die Kirche steht unter Denkmalschutz (Listeneintrag).

## Lagebeschreibung
Die Kirche steht an der Krottendorferstraße 48 im Langenzersdorfer Ortsteil Dirnelwiese, nur wenige hundert Meter von der Wiener Stadtgrenze entfernt.

## Geschichte
Erst mit der Wiener Donauregulierung in den Jahren 1870 bis 1875 wurde der Ortsteil Dirnelwiese besiedelbar. Die älteste Besiedelung der Dirnelwiese wird mit 1920 datiert. Nach anfangs spärlicher Bebauung wurde das Gebiet ab den 1950er Jahren sukzessive besiedelt. Mit der Bevölkerungszunahme in der Dirnelwiese wurde in den 1950er Jahren die Nachfrage nach einem eigenen Kirchengebäude größer. Im Sommer 1956 kam regelmäßig ein Kapellenwagen der Erzdiözese Wien in die Dirnelsiedlung, damit die Bevölkerung die Möglichkeit zum Messbesuch in der Siedlung hatte. Dies war jedoch keine zufriedenstellende dauerhafte Lösung. Mit Hilfe der Bezirkshauptmannschaft Korneuburg und dem Wiener Kirchenbauverein wurde 1957 eine ehemalige Militärbaracke erworben und auf dem dafür vorgesehenen Grundstück in der Krottendorfer Straße 50 aufgestellt. Unter Mithilfe zahlreicher Siedler in der Dirnelsiedlung wurde die Baracke zu einem Gebetsraum umfunktioniert. Am 22. Dezember 1957 wurde sie als Filialkirche der Pfarre Strebersdorf von Erzbischof Franz Jachym dem heiligen Josef der Arbeiter geweiht. Auf Grund der raschen Bevölkerungszunahme in der Dirnelwiese wurde das Kirchengebäude bald zu klein und daher 1968 vergrößert.
Ende der 1970er Jahre war die alte Militärbaracke schon sehr baufällig und wies Schäden an Dach und Wänden auf. Da eine Renovierung der bestehenden Bausubstanz nicht mehr sinnvoll war, konnte Architekt Roland Rainer für den Neubau der Kirche gewonnen werden. Am 20. August 1982 wurde mit dem Neubau unter der Leitung von Stadtbaumeister Walter Meindorfer, nach Plänen von Roland Rainer begonnen. Bis auf die Errichtung des Glockenturmes waren die Bauarbeiten am Kirchengebäude zu Weihnachten 1982 abgeschlossen und die Inneneinrichtung war fast zur Gänze fertiggestellt. Der Glockenturm wurde ab Mitte Jänner 1983 in vierwöchiger Bauzeit errichtet. Die vorhandene Glocke wurde anschließend in den neuen Glockenturm übertragen und mit einem elektrischen Läutwerk versehen. 1986 kam eine weitere Glocke dazu. Die neue Kirche wurde am 19. März 1983 durch Erzbischof Franz Jachym geweiht.
Seit Unabhängigkeit der Pfarrexpositur gehört die Kirche zum Dekanat Korneuburg. Dieser Umstand machte es notwendig, dass Sakristei und der Kirchenraum vergrößert werden. Durch die Verlegung der Sakristei und einem neuen Anbau konnte neuer Platz gewonnen werden. Diese Umbauarbeiten machte auch die Adaptierung des Presbyteriums notwendig.

## Architektur
Die Kirche ist ein achteckiger Zentralraumbau in Ziegelbauweise. Der Glockenturm, ebenfalls in Ziegelbauweise ist freistehend.

## Ausstattung
Der Altar und der Ambo wurden in Ziegelbauweise errichtet. An der Chorwand befindet sich ein Kruzifix. Außerdem stehen zwei Statuen der heiligen Maria mit Kind sowie des heiligen Josefs auf Konsolen in der Kirche.